# LIVE DVD BOX vol.1(includes LIVE DVD 3 Titles & GLAY Perfect Data 1994-2004)
『LIVE DVD BOX vol.1 (includes LIVE DVD 3 Titles & GLAY Perfect Data 1994-2004)』はGLAYが2004年11月3日にリリースしたLIVE DVD BOX。

## 概要
同時発売された『GLAY Acoustic Live in 日本武道館 produced by JIRO』『GLAY ARENA TOUR 2000 “HEAVY GAUGE” in SAITAMA SUPER ARENA』『GLAY EXPO 2001 “GLOBAL COMMUNICATION” in TOKYO STADIUM』の3作とボーナスDISCとして『ボーナスDISC「GLAY Perfect Date 1994-2004」』がセットになったDVD BOX。

## チャート記録
オリコンのミュージックDVDランキングでは首位を獲得。本体価格が1万円以上のミュージックDVDの首位獲得はTM NETWORKの『DOUBLE-DECADE TOUR "NETWORK"』以来、史上5作目となった。

## 収録作
- GLAY Acoustic Live in 日本武道館 produced by JIRO
- GLAY ARENA TOUR 2000 “HEAVY GAUGE” in SAITAMA SUPER ARENA
- GLAY EXPO 2001 “GLOBAL COMMUNICATION” in TOKYO STADIUM
- ボーナスDISC「GLAY Perfect Date 1994-2004」